# Broyes (Oise)
Broyes ist eine französische Gemeinde mit 143 Einwohnern (Stand: 1. Januar 2022) im Département Oise in der Region Hauts-de-France (vor 2016 Picardie). Sie liegt im Arrondissement Clermont und ist Teil der Communauté de communes de l’Oise Picarde und des Kantons Saint-Just-en-Chaussée (bis 2015 Breteuil). Die Einwohner werden Broyens genannt.

## Geographie
Broyes liegt etwa 45 Kilometer nordnordöstlich von Beauvais. Umgeben wird Broyes von den Nachbargemeinden Sérévillers im Norden und Westen, Villers-Tournelle im Norden, Fontaine-sous-Montdidier im Nordosten, Le Cardonnois im Osten, Welles-Pérennes im Südosten sowie Plainville im Süden.

## Einwohner
| 1962                      | 1968 | 1975 | 1982 | 1990 | 1999 | 2006 | 2013 |
| ------------------------- | ---- | ---- | ---- | ---- | ---- | ---- | ---- |
| 170                       | 130  | 149  | 145  | 124  | 112  | 134  | 174  |
| Quelle: Cassini und INSEE |      |      |      |      |      |      |      |

## Sehenswürdigkeiten
- Kirche Saint-Nicolas aus dem Jahre 1534 (siehe auch: Liste der Monuments historiques in Broyes (Oise))

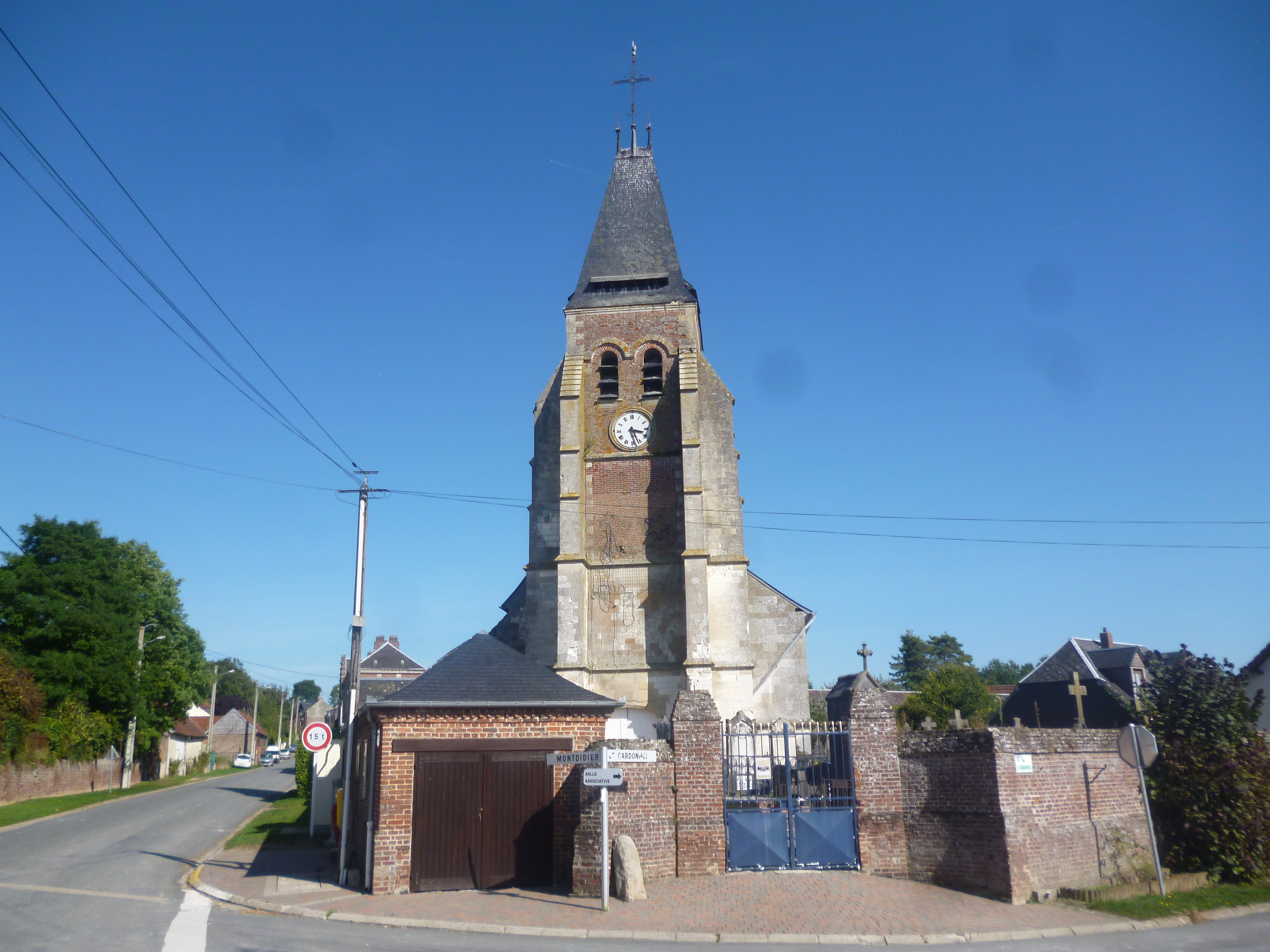
Kirche Saint-Nicolas